# Sainte-Segrée

Sainte-Segrée este o comună în departamentul Somme, Franța. În 1 ianuarie 2022 avea o populație de 48 de locuitori.